# Mario Javier Saban
Mario Javier Saban, född 1966 i Buenos Aires, är en argentinsk teolog.
Mario Saban är ättling till spanska judar som tog sin tillflykt till det osmanska riket 1492. Han är en expert på ursprunget till kristendomen, och judiska filosofi. Han innehar en doktorsgrad i filosofi vid Universidad Complutense de Madrid.
Saban har skrivit ett flertal böcker, bland annat Kristendomens judiska rötter (1994), Den judendom Paulus (2003) och Den judendom Jesu (2008).